# Paški Kozjak
Paški Kozjak – wieś w Słowenii, w gminie miejskiej Velenje. W 2018 roku liczyła 263 mieszkańców. 